# NGC 2161
NGC 2161 (другое обозначение — ESO 33-SC31) — рассеянное скопление в созвездии Столовая Гора.
Этот объект входит в число перечисленных в оригинальной редакции «Нового общего каталога».
Скопление имеет средний возраст (около одного миллиарда лет) и относительно бедно металлами (металличность скопления составляет [Fe/H] = -0,7).